# Ota III.
Ota III. (červenec 980, Kessel – 23. leden 1002, Paterno, Itálie) byl římský král (od roku 983) a císař (od roku 996) římské říše z dynastie saských Liudolfingů. Fakticky vládl od roku 995. Jeho otcem byl římský císař Ota II., matkou byzantská princezna Theofano. Krátce před jeho předčasnou smrtí byl dojednán jeho sňatek s byzantskou princeznou, neteří císaře Basileia II., který se však již nestačil uskutečnit.

## Životopis
Když jeho otec náhle zemřel v Římě na malárii, byly Otovi pouhé tři roky. Do roku 991 za něho vládla jeho matka, byzantská princezna Theofana. S pomocí mohučského arcibiskupa Willigise ustála nápor bavorského vévody Jindřicha Svárlivého a stabilizovala poměry v říši. Po její smrti v roce 991 se ujala regentské vlády Otova babička Adelheida, manželka Oty I. Vládla do roku 994, kdy se vlády ujal tehdy čtrnáctiletý Ota. Přestože Ota III. vládl samostatně jen devět let, dovedl obnovu římské říše k vrcholu. K realizaci plánů dalšího vývoje říše se spojil s nejvýznamnějšími duchovními vůdci své doby, včetně remešského arcibiskupa Gerberta z Aurillacu a druhého pražského biskupa Vojtěcha. Gerbert jako pozdější papež Silvestr II. byl jedním z největších učenců své doby a byl znám jako znalec magie. Stal se osobním rádcem Oty III.

## Tažení do Itálie
Zjara roku 994 vytáhl Ota poprvé do Itálie, aby na papežský trůn dosadil svého bratrance jako Řehoře V., který jej ihned korunoval jako císaře. Krátce po odjezdu Oty z Říma ovšem místní aristokracie Řehoře vyhnala a na papežský trůn dosadila jako Jana XVI. Jana Philogathose, jednoho z Otových učitelů. Roku 998 se císař Ota III. do Říma vrátil, aby zjednal pořádek. Pro podporu své teze o nadřazenosti moci císařské nad mocí papežskou neváhal označit jako falzifikát tzv. Konstantinovu donaci. Toto tvrzení bylo prokázáno po necelých pěti stech letech.

## Renovatio Imperii
Renovatio Imperii byl Otův program, jehož cílem bylo navázat nejen na karolinské, ale i na římské tradice. Chtěl povznést Řím na centrum univerzálního křesťanského království, na kterém by se podílely i ostatní křesťanské národy. Svůj plán začal uskutečňovat v roce 998 symbolickou cestou po Evropě. V Hnězdně navštívil hrob biskupa Vojtěcha, svého přítele, a zřídil zde hnězdenské arcibiskupství. Poté zamířil do Cách, kde nalezl a znovu pohřbil ostatky Karla Velikého. Odtud se znovu vrátil do Říma.

## Římská katastrofa
V Římě zatím sílila nespokojenost s Otovou vládou. Na jaře roku 1001 došlo k povstání. Císař Ota III. byl nucen odejít do Ravenny, odkud hodlal řídit přípravy na nové tažení do Říma. V lednu roku 1002 v necelých dvaadvaceti letech císař Ota III. umírá. Německá knížata zvolila jako krále Jindřicha II., bavorského vévodu. Rok poté umírá i papež Silvestr II. a z Otova plánu na Renovatio Imperii zbyly jen trosky.